# Leatherface
Leatherface – fikcyjna postać, bohater horrorów z cyklu Teksańska masakra piłą mechaniczną.
Jest jednym z najokrutniejszych i działającym w najbardziej bestialski i wyrafinowany sposób filmowych morderców psychopatów. Jest wzorowany na kanwie popularności rzeczywistego seryjnego zabójcy, Eda Geina, i tak jak postać Geina, ma skłonności kanibalistyczne. Leatherface pochodzi z teksańskiej prowincji, a swoje ofiary zabija głównie za pomocą piły mechanicznej. Swój przydomek zawdzięcza skórzanej masce powstałej ze skóry jego ofiar (z ang. Leather – skóra, Face – twarz) noszonej na twarzy.

## Biografia Leatherface’a
Thomas Hewitt (tak w rzeczywistości nazywał się Leatherface) urodził się 7 sierpnia 1939 roku, w Travis County w centralnym Teksasie. Jego matka pracowała w rzeźni (w ciążę zaszła z powodu gwałtu). To tam go urodziła, a następnie zmarła. Bezwzględny szef (przestraszył się faktu, że noworodek miał zniekształconą twarz) wrzucił Thomasa do wielkiego śmietnika. Kilka godzin później uboga, poszukująca pożywienia Luda Mae Hewitt znalazła go i zabrała do domu. Z czasem choroba Tommy’ego (tak nazywali go członkowie rodziny) stawała się bardziej uciążliwa i postępowała dzień w dzień, więc chłopiec przestał uczęszczać do szkoły i zaczął nosić chustę na twarzy. W wieku 16 lat zaczął pracować w rzeźni, w której zmarła jego matka. Po pewnym czasie prowincja, w której mieszkali Hewittowie powoli pustoszała, ponieważ zaprzestano dostarczania pożywienia. Z tego powodu cała rodzina zaczęła jeść ludzkie mięso, tj. stali się kanibalami. W 1969 roku, w wieku 30 lat zabił swojego szefa, a następnie czwórkę młodych ludzi, którzy przeżyli wypadek samochodowy i uwięzieni na farmie przez szeryfa byli ofiarami tragedii.
Prowincja ciągle pustoszała, aż w końcu Hewittowie byli jedyną rodziną w niej zamieszkującą (mieszkały tam też dwie kobiety, również kanibalki, ale przebywały one przeważnie u Hewittów). Z czasem pojawiły się też kolejne ofiary jak, np. nowo wprowadzona rodzina, szukająca spokoju, i z której oszczędzono jedynie niemowlę (nazwano je Jedidiah, przez kilka lat mieszkało u Hewittów). Do roku 1973 Hewittowie zamordowali ponad 30 osób. W 1973 roku Tommy zamordował przyjaciół dziewczyny o imieniu Erin, która pozbawiła go lewej ręki (tylko ona zdołała uciec wraz z kolejnym dzieckiem skradzionym przez Hewittów, a ręka Tommy’ego została zastąpiona metalową protezą). W 1984 roku grupa pięciu przyjaciół jechała do Teksasu na koncert Black Sabbath i napotkali kolejną piątkę. Thomas zamordował prawie wszystkich (jednej parze – Luke’owi i Gracey nakazał spłodzenie dziecka, które miałoby być jego potomkiem, ponieważ wcześniej w pogoni za Gracey zabił Jedidiaha). Po tym jak Luke spłodził dziecko miał zostać zabity. Został przybity do krzyża, lecz używając siły wyrwał się z niego i poświęcił się dla Gracey (w rezultacie Leatherface rozpłatał go piłą, zjadł mózg i odciął mu rękę, którą wstawił sobie zamiast protezy). Gracey, podobnie jak Erin udało się uciec (po dziewięciu miesiącach urodziła syna). Thomas Hewitt umarł 29 października 2000 roku, w wieku 61 lat. Zginął rozpłatany własną piłą mechaniczną, z której cios zadała mu jego ostatnia ofiara – Cindy Forester.

## Charakterystyka

### Leatherface według Hoopera
W pierwszym filmie z serii oraz jego trzech kontynuacjach prawdziwe imię bohatera nie jest przedstawione i postać określana jest jako „Leatherface”. W sequelu dowiadujemy się, że imię psychopaty to Bubba, natomiast w części trzeciej, która odrzuca fabułę dwóch poprzednich filmów, używany jest pseudonim Junior. Osobę Leatherface’a wymyślili Tobe Hooper oraz Kim Henkel, a jego psychologiczne aspekty zawdzięczamy potencjałowi aktora Gunnara Hansena, któremu reżyser pierwszej Teksańskiej masakry piłą mechaniczną zezwolił na pokierowanie osobowości Leatherface’a w takim kierunku, w jakim będzie mu to odpowiadało (pierwszy film z udziałem psychopaty nie koncentrował się na jego osobie, a na tragedii pięciorga młodych ludzi, którzy zostali zabici przez niego i jego niezrównoważoną rodzinę – w zamyśle miał epatować jak najbardziej brutalnymi scenami mordów; zabieg taki był bowiem nowatorstwem w ówczesnej kulturze i miał wzbudzać kontrowersje). Nazwisko hooperowskiego Leatherface’a to Sawyer.

### Następne pokolenie
Czwarta część wprowadza całkowicie nowego Leatherface'a tym razem wykreowanego przez Kima Henkela. Tym razem zamiast Sawyerów dostajemy rodzinę Slaughterów którzy nie są już kanibalami. Morderca z piłą natomiast zmienił się jeszcze bardziej, "duże dziecko", jak określał Leatherface'a Gunnar Hansen, zmieniło się w ułomnego transwestytę.

### Leatherface w remake’u i prologu
Dopiero w Teksańskiej masakrze piłą mechaniczną z 2003 roku Leatherface’owi przyznano realną tożsamość. Scenarzysta Scott Kosar nadał psychopacie imię Thomas Brown Hewitt. Tak też zabójca występuje w prequelu sagi: w Teksańskiej masakrze piłą mechaniczną: Początku (2006). W obu filmach mordercę gra Andrew Bryniarski. Według twórców dwóch ostatnich filmów z serii, Leatherface jest pracującym w rzeźni sadystą, na którego obecny stan wpłynęła traumatyczna przeszłość – matka Thomasa zmarła przy jego narodzinach, a w przyszłości wyśmiewany i wyszydzany chłopiec zmuszony został do opuszczenia szkoły i pozostania w domowych murach. Kosar przedstawił także Hewitta jako człowieka ze zdeformowaną twarzą i postępującą chorobą skóry, który w nienawiści do otaczającej go rzeczywistości morduje przypadkowo spotkanych ludzi lub upolowanych turystów.
Postaci Leatherface’a z filmów powstałych w latach 1974–1994 oraz remake’u i sequelu różnią się więc głównie imieniem – w projekcie Hoopera i jego kontynuacjach występującym wyłącznie jako pseudonim, natomiast istniejącym już w filmach Marcusa Nispela i Jonathana Liebesmana. Poza tym Leatherface stary i ten powstały w nowym tysiącleciu nie różnią się praktycznie wcale.

## Filmy powiązane postacią Leatherface’a
- 1974: Teksańska masakra piłą mechaniczną (The Texas Chain Saw Massacre), reż. Tobe Hooper
- 1986: Teksańska masakra piłą mechaniczną 2 (The Texas Chainsaw Massacre 2), reż. Tobe Hooper
- 1990: Teksańska masakra piłą mechaniczną 3 (Leatherface: The Texas Chainsaw Massacre III), reż. Jeff Burr
- 1994: Teksańska masakra piłą mechaniczną: Następne pokolenie (Texas Chainsaw Massacre: The Next Generation/The Return of the Texas Chainsaw Massacre), reż. Kim Henkel
- 2003: Teksańska masakra piłą mechaniczną (The Texas Chainsaw Massacre), reż. Marcus Nispel
- 2006: Teksańska masakra piłą mechaniczną: Początek (The Texas Chainsaw Massacre: The Beginning), reż. Jonathan Liebesman
- 2013: Piła mechaniczna 3D (Texas Chainsaw 3D), reż. John Luessenhop
- 2017: Leatherface, reż. Alexandre Bustillo
- 2022: Texas Chainsaw Massacre, reż. David Garcia